# Wurmbea centralis
Wurmbea centralis är en tidlöseväxtart som beskrevs av Terry Desmond Macfarlane. Wurmbea centralis ingår i släktet Wurmbea och familjen tidlöseväxter. Inga underarter finns listade i Catalogue of Life.